# Rosamund Pike

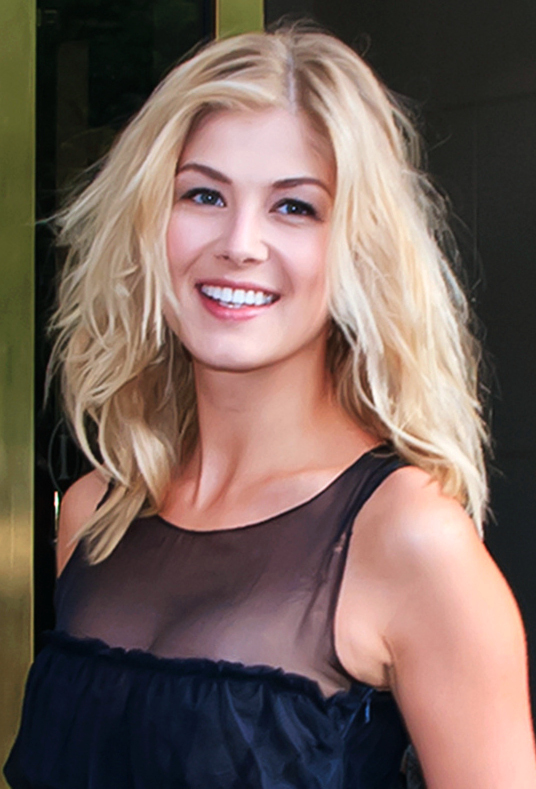
Pike în 2010

Rosamund Mary Ellen Pike (n. 27 ianuarie 1979, Greater London, Anglia, Regatul Unit) este o actriță engleză. Pentru prima dată a apărut în atenția publicului în rolul lui Miranda Frost, în filmul Die Another Day din 2002. A mai apărut în filme ca Pride and Prejudice (2005), Johnny English Reborn (2011), Wrath of the Titans (2012), Jack Reacher și The World's End (2013). În 2014 a jucat în filmul lui David Fincher Gone Girl, fiind nominalizată la Premiul Oscar pentru cea mai bună actriță, la Globul de Aur pentru cea mai bună actriță, Screen Actors Guild Award pentru cea mai bună actriță și Premiul BAFTA pentru cea mai bună actriță.

## Viața personală
Cât trăia în Oxford, Pike a avut timp de doi ani o relație cu actorul Simon Woods.
În 2007 s-a logodit cu regizorul de film Joe Wright, dar ei s-au despărțit și nunta programată pentru 2008 nu a mai avut loc.
Din decembrie 2009, Pike este într-o relație cu Robie Uniacke, un savant matematician. Ei au un fiu, Solo (n. 6 mai 2012). În iunie 2014 Pike a dezvăluit că este însărcinată cu cel de-al doilea copil al cuplului. Pe 2 decembrie 2014, Rosamund a născut un băiat.

## Filmografie

### Film
| An   | Titlu                               | Rol                   | Note       |
| ---- | ----------------------------------- | --------------------- | ---------- |
| 2002 | Die Another Day                     | Miranda Frost         |            |
| 2002 | Bond Girls Are Forever              | Ea însăși             | Documentar |
| 2004 | Promised Land                       | Rose                  |            |
| 2004 | The Libertine                       | Elizabeth Malet       |            |
| 2005 | Pride & Prejudice                   | Jane Bennet           |            |
| 2005 | Doom                                | Samantha Grimm        |            |
| 2007 | Fracture                            | Nikki Gardner         |            |
| 2007 | Fugitive Pieces                     | Alex                  |            |
| 2009 | An Education                        | Helen                 |            |
| 2009 | Surrogates                          | Maggie Greer          |            |
| 2009 | Yesterday We Were in America        | Narator               | Documentar |
| 2010 | Burning Palms                       | Dedra Davenport       |            |
| 2010 | Jackboots on Whitehall              | Daisy (voce)          |            |
| 2010 | Barney's Version                    | Miriam Grant-Panofsky |            |
| 2010 | Made in Dagenham                    | Lisa Hopkins          |            |
| 2011 | The Organ Grinder's Monkey          | Rochelle              | Film scurt |
| 2011 | Johnny English Reborn               | Kate Sumner           |            |
| 2011 | The Big Year                        | Jessica               |            |
| 2012 | The Devil You Know                  | Zoe Hughes            |            |
| 2012 | Wrath of the Titans                 | Queen Andromeda       |            |
| 2012 | Jack Reacher                        | Helen Rodin           |            |
| 2013 | The World's End                     | Sam Chamberlain       |            |
| 2014 | A Long Way Down                     | Penny                 |            |
| 2014 | Hector and the Search for Happiness | Clara                 |            |
| 2014 | What We Did on Our Holiday          | Abi                   |            |
| 2014 | Gone Girl                           | Amy Elliott-Dunne     |            |
| 2015 | Return to Sender                    | Miranda Wells         |            |
| 2016 | A United Kingdom                    | Ruth Williams Khama   |            |
| 2017 | The Man with the Iron Heart         | Lina Heydrich         |            |
| 2017 | Hostiles                            | Rosalie Quaid         |            |
| 2018 | Beirut                              | agent CIA             |            |
| 2018 | Entebbe                             |                       |            |
| 2018 | Three Seconds                       |                       |            |
| 2018 | Un război personal                  | Marie Colvin          |            |
| 2019 | The Informer                        | Erica Wilcox          |            |
| 2019 | Radioactive                         | Marie Curie           |            |
| 2020 | I Care a Lot                        | Marla Grayson         |            |
| 2023 | Saltburn                            | Elspeth Catton        |            |

### Televiziune
| An   | Titlu                     | Rol                                 | Note                                      |
| ---- | ------------------------- | ----------------------------------- | ----------------------------------------- |
| 1998 | A Rather English Marriage | Celia                               | Film de televiziune                       |
| 1999 | Wives and Daughters       | Lady Harriet Cumnor                 | 3 episoade                                |
| 2000 | Trial & Retribution       | Lucy                                | Episodul: "Trial & Retribution IV Part 1" |
| 2001 | Love in a Cold Climate    | Fanny                               | 2 episoade                                |
| 2002 | Foyle's War               | Sarah Beaumont                      | Episodul: "The German Woman"              |
| 2008 | The Tower                 | Olivia Wynn                         | Pilot                                     |
| 2009 | Freefall                  | Anna                                | Film de televiziune                       |
| 2011 | Women in Love             | Gudrun Brangwen                     | 2 episoade                                |
| 2015 | Thunderbirds Are Go!      | Lady Penelope Creighton-Ward (voce) |                                           |

### Scenă
| An   | Titlu            | Rol              |
| ---- | ---------------- | ---------------- |
| 2002 | Hitchcock Blonde | The Blonde       |
| 2006 | Summer and Smoke | Alma Winemiller  |
| 2007 | Gaslight         | Bella Manningham |
| 2009 | Madame de Sade   | Madame de Sade   |
| 2010 | Hedda Gabler     | Hedda Gabler     |

## Premii și nominalizări
| An   | Lucrare                                  | Premiu                                        | Categorie                                                   | Rezultat     |
| ---- | ---------------------------------------- | --------------------------------------------- | ----------------------------------------------------------- | ------------ |
| 2003 | Die Another Day                          | Empire Awards                                 | Best Newcomer                                               | Câștigat     |
| 2003 | Die Another Day                          | Saturn Awards                                 | Cinescape Genre Face of the Future Award – Female           | Nominalizare |
| 2003 | Die Another Day                          | MTV Movie Awards                              | Best Trans-Atlantic Performance                             | Nominalizare |
| 2005 | The Libertine                            | British Independent Film Awards               | Best Supporting Actress                                     | Câștigat     |
| 2006 | Pride & Prejudice                        | London Film Critics Circle Awards             | British Supporting Actress of the Year                      | Nominalizare |
| 2009 | Fugitive Pieces                          | Genie Awards                                  | Best Performance by an Actress in a Supporting Role         | Nominalizare |
| 2010 | An Education                             | British Independent Film Awards               | Best Supporting Actress                                     | Nominalizare |
| 2010 | An Education                             | London Film Critics Circle Awards             | British Supporting Actress of the Year                      | Nominalizare |
| 2010 | An Education                             | Screen Actors Guild Awards                    | Outstanding Performance by a Cast in a Motion Picture       | Nominalizare |
| 2010 | Made in Dagenham                         | British Independent Film Awards               | Best Supporting Actress                                     | Nominalizare |
| 2011 | Made in Dagenham                         | London Film Critics Circle Awards             | British Supporting Actress of the Year                      | Nominalizare |
| 2011 | Barney's Version                         | London Film Critics Circle Awards             | British Actress of the Year                                 | Nominalizare |
| 2011 | Barney's Version                         | Satellite Awards                              | Best Supporting Actress – Motion Picture                    | Nominalizare |
| 2011 | Barney's Version                         | Genie Awards                                  | Best Performance by an Actress in a Leading Role            | Nominalizare |
| 2014 | Gone Girl                                | Austin Film Critics Association               | Best Actress                                                | Câștigat     |
| 2014 | Gone Girl                                | Denver Film Critics Society                   | Best Actress                                                | Câștigat     |
| 2014 | Gone Girl                                | Detroit Film Critics Society                  | Best Actress                                                | Câștigat     |
| 2014 | Gone Girl                                | Florida Film Critics Circle                   | Best Actress                                                | Câștigat     |
| 2014 | Gone Girl                                | Kansas City Film Critics Circle               | Best Actress                                                | Câștigat     |
| 2014 | Gone Girl and What We Did on Our Holiday | London Film Critics Circle Awards             | British Actress of the Year                                 | Câștigat     |
| 2014 | Gone Girl                                | Nevada Film Critics Society                   | Best Actress                                                | Câștigat     |
| 2014 | Gone Girl                                | Oklahoma Film Critics Circle                  | Best Actress                                                | Câștigat     |
| 2014 | Gone Girl                                | Online Film Critics Society                   | Best Actress                                                | Câștigat     |
| 2014 | Gone Girl                                | Phoenix Film Critics Society                  | Best Actress                                                | Câștigat     |
| 2014 | Gone Girl                                | Phoenix Film Critics Society                  | Breakthrough Performance on Camera                          | Câștigat     |
| 2014 | Gone Girl                                | Santa Barbara International Film Festival     | Virtuosos Award                                             | Câștigat     |
| 2014 | Gone Girl                                | St. Louis Gateway Film Critics Association    | Best Actress                                                | Câștigat     |
| 2014 | Gone Girl                                | Utah Film Critics Association                 | Best Actress                                                | Câștigat     |
| 2014 | Gone Girl                                | North Texas Film Critics Association          | Best Actress                                                | Câștigat     |
| 2014 | Gone Girl                                | Palm Springs International Film Festival      | Breakthrough Performance                                    | Câștigat     |
| 2014 | Gone Girl                                | Iowa Film Critics                             | Best Actress                                                | Runner-up    |
| 2014 | Gone Girl                                | Indiana Film Journalists Association          | Best Actress                                                | 2nd place    |
| 2014 | Gone Girl                                | Dallas-Fort Worth Film Critics Association    | Best Actress                                                | 3rd place    |
| 2014 | Gone Girl                                | Alliance of Women Film Journalists            | Best Actress                                                | Nominalizare |
| 2014 | Gone Girl                                | Critics' Choice Movie Awards                  | Best Actress                                                | Nominalizare |
| 2014 | Gone Girl                                | Central Ohio Film Critics Association         | Best Actress                                                | Nominalizare |
| 2014 | Gone Girl                                | Central Ohio Film Critics Association         | Best Ensemble                                               | Nominalizare |
| 2014 | Gone Girl                                | Chicago Film Critics Association              | Best Actress                                                | Nominalizare |
| 2014 | Gone Girl                                | Dorian Awards                                 | Best Actress                                                | Nominalizare |
| 2014 | Gone Girl                                | Georgia Film Critics Association              | Best Actress                                                | Nominalizare |
| 2014 | Gone Girl                                | Georgia Film Critics Association              | Best Ensemble                                               | Nominalizare |
| 2014 | Gone Girl                                | Golden Globe Awards                           | Best Actress in a Motion Picture – Drama                    | Nominalizare |
| 2014 | Gone Girl                                | North Carolina Film Critics Association       | Best Actress                                                | Nominalizare |
| 2014 | Gone Girl                                | San Diego Film Critics Society                | Best Actress                                                | Nominalizare |
| 2014 | Gone Girl                                | Washington D.C. Area Film Critics Association | Best Actress                                                | Nominalizare |
| 2014 | Gone Girl                                | Academy Award                                 | Best Actress                                                | Nominalizare |
| 2014 | Gone Girl                                | BAFTA Awards                                  | Best Actress in a Leading Role                              | Nominalizare |
| 2014 | Gone Girl                                | Satellite Awards                              | Best Actress – Motion Picture                               | Nominalizare |
| 2014 | Gone Girl                                | Screen Actors Guild Awards                    | Outstanding Performance by a Female Actor in a Leading Role | Nominalizare |